# Джон Тауер
Джон Гудвін Тауер (англ. John Goodwin Tower; нар. 29 вересня 1925, Х'юстон, Техас — пом. 5 квітня 1991, Брансвік, Джорджія) — американський політик, член Республіканської партії. Він представляв штат Техас у Сенаті США з 1961 по 1985.
Брав участь у Другій світовій війні (ВМС США). У 1948 році він закінчив Південно-Західний університет, у подальшому навчався в Південному методистському університеті і Лондонській школі економіки. Він викладав в Університеті штатів Середнього Заходу з 1951 по 1960.
Президент Джордж Буш у 1989 році запропонував Тауера на посаду Міністра оборони США, однак Сенат не підтримав цю кандидатуру.
5 квітня 1991, разом зі своєю дочкою Маріан і ще 21-м пасажиром, загинув, під час аварії літака компанії Atlantic Southeast Airlines Рейсу 2311 під час посадки у Брансвіку (Джорджія).